# Miron Jankelewitsch Amusja

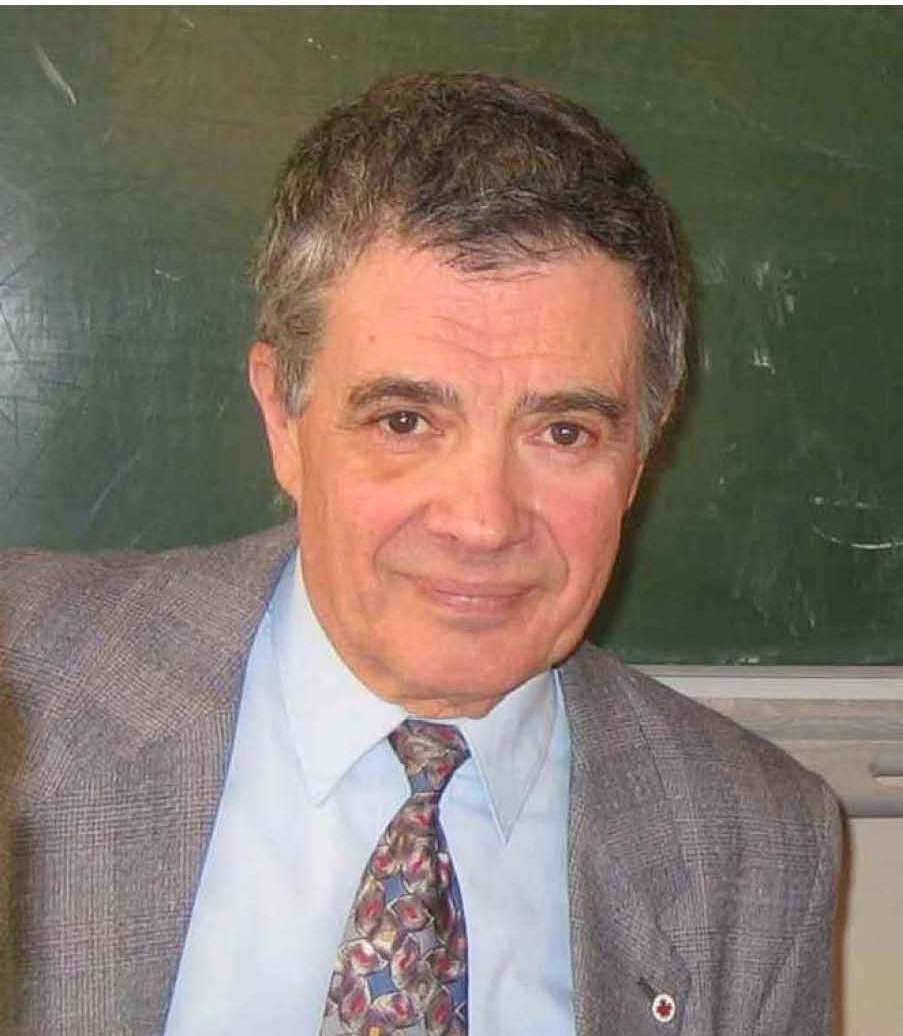
Miron Jankelewitsch Amusja

Miron Jankelewitsch Amusja (russisch Мирон Янкелевич Амусья; * 18. November 1934 in Leningrad; † 16. September 2021) war ein sowjetisch-russischer Physiker.

## Leben
Amusja erlebte die Leningrader Blockade und schloss 1952 den Mittelschulbesuch ab. Er studierte dann Schiffsantriebssteuerungsautomatisierung am Leningrader Schiffbauinstitut und Theoretische Physik an der Physikalisch-Mathematischen Fakultät der Universität Leningrad mit Abschlüssen 1958.
Ab 1958 arbeitete Amusja im Joffe-Institut. 1963 verteidigte er mit Erfolg seine Dissertation über ein Modell der Zweiteilchen-Nukleon-Nukleon-Wechselwirkung und der Atomkernstruktur für die Promotion zum Kandidaten der physikalisch-mathematischen Wissenschaften.
Amusjas Forschungsschwerpunkte wurden die Photonen-Absorption und -Emission von Atomen, Molekülen, Fullerenen und Endohedralen Komplexen und die allgemeine Theorie der Vielteilchensysteme (Atome, Atomkerne, Cluster, Fullerene, Moleküle der Endohedralen Komplexe, Elektronengas und kondensierte Materie). Er wendete die Random-Phase-Approximation auf die Photoionisation von Atomen und die Elektronenstreuung an. Er sagte eine neuartige Bremsstrahlung voraus. Er untersuchte Vielteilcheneffekte bei Atom- und Atomkernkollisionen und Quantenphasenübergämge von Quantenspinflüssigkeiten. 1966 promovierte bei ihm Witali Nikolajewitsch Jefimow, der die später nach ihm benannten Efimov-Zustände voraussagte.
1972 verteidigte Amusja mit Erfolg seine Doktor-Dissertation über Mehrteilchen-Korrelationen in Elektronenhüllen von Atomen für die Promotion zum Doktor der physikalisch-mathematischen Wissenschaften. 1986 folgte die Ernennung zum Professor. Er war Gastprofessor am Argonne National Laboratory, an der Johann Wolfgang Goethe-Universität Frankfurt am Main, am Imperial College London, an der Universität Aarhus, an der Clark Atlanta University der Methodisten in Atlanta, an der Nationalen Autonomen Universität von Mexiko, am RIKEN in Tokio, an der Universität Paris IV und an anderen Orten. 1998 wurde er Professor und 2008 Emeritus-Professor am Giulio-Racah-Physik-Institut der Hebräischen Universität Jerusalem. 2002 wurde er Vollmitglied der 1990 gegründeten Russischen Akademie der Naturwissenschaften.
Er starb am 16. September 2021 im Alter von 86 Jahren.

## Ehrungen, Preise
- Humboldt-Forschungspreis (1991)[9]
- Fellow of Argonne National Laboratory (1993)
- Fellow of American Physical Society (1995)
- Lady Davis Fellow der Hebräischen Universität Jerusalem (1995)
- Konstantinow-Medaille und -Preis des Joffe-Instituts (2001)
- Kapiza-Medaille der Russischen Akademie der Naturwissenschaften (2004)
- Frenkel-Medaille und -Preis des Joffe-Instituts (2013)
- Joffe-Preis der Russischen Akademie der Wissenschaften (2017)